# Tragic Songs of Life
Albums de The Louvin Brothers
Nearer My God to Thee
(1957)
Tragic Songs of Life est le premier album de The Louvin Brothers, sorti en 1956.

## L'album
Il fait partie des 1001 albums qu'il faut avoir écoutés dans sa vie. 

### Titres
1. Kentucky (Karl Davis) (2:40)
2. I'll Be All Smiles Tonight (A. P. Carter) (3:14)
3. Let Her Go, God Bless Her (Traditionnel) (2:55)
4. What Is Home Without Love (Traditionnel) (3:00)
5. A Tiny Broken Heart (Charlie Louvin, Ira Louvin, Eddie Hill) (2:34)
6. In the Pines (Traditionnel, Alan Riggs) (3:15)
7. Alabama (C. Louvin, I. Louvin, Hill) (2:43)
8. Katie Dear (William Bolick) (2:34)
9. My Brother's Will (Ken Nelson) (3:16)
10. Knoxville Girl (Traditionnel) (3:49)
11. Take the News to Mother (Walter Callahan, Homer Callahan, W. R. Caloway) (2:48)
12. Mary of the Wild Moor (Traditionnel, Dennis Turner) (3:11)

### Musiciens
- Charlie Louvin : chant, guitare
- Ira Louvin : chant, mandoline
- Paul Yandell : guitare